# Илия Белковски
Илия поп Киряков Белковски е български възрожденски и просветен деец, участник в националноосвободителното движение. Баща е на художника Асен Белковски, военния инженер Богдан Белковски и архитекта Станчо Белковски.

## Биография
Роден е на 25 януари 1847 г. в Устово, според други сведения в Славейно. През 1871 г. завършва с отличие българското класно училище в Пловдив. Владее руски, френски, турски и гръцки език. От 1871 до 1874 г. е учител в Троян, където през 1872 г. е инициатор за изграждане на нова нова сграда и създаване на девическо училище. Сподвижник е на Васил Левски. Членува в Троянския революционен комитет. След разбиването на комитета се премества в Устово. От 1875 до 1877 г. учителства в родното си село, а през 1877 – 1878 г. е учител в Станимака. Преселва се в София през 1879 г. Става член на Демократическата партия. От 1879 до 1883 г. е администратор в Държавната печатница, а от 1883 до 1898 г. е помощник-кмет на София. Умира на 26 септември 1922 г.

## Обществена дейност
От 1901 г. е председател на Пчеларското дружество в България. През 1903 г. е един от организаторите на първата пчеларска изложба, която се провежда в София. От 1902 г. е сред първите редактори на списание „Пчела“.

## Преводаческа дейност
Илия Белковски превежда от гръцки език трудове на Платон и Плутарх, а от френски език – философски трудове.